# Price (Wisconsin)
Price – miasto w Stanach Zjednoczonych, w stanie Wisconsin, w hrabstwie Langlade.